# Avenida Enrique Meiggs
La avenida Enrique Meiggs es una de las principales avenidas de la ciudad de Chimbote, en el Perú. Se extiende a lo largo del distrito homónimo a lo largo de más de 30 cuadras. Forma parte del obsoleto trazado de la carretera Panamericana Norte que atraviesa la ciudad hasta la actualidad.

## Recorrido
Se inicia en el cruce de la Avenida José Gálvez con La Avenida Francisco Bolognesi, siguiendo el trazo de esta última.
Termina en el Río Lacramarca, cerca al centro comercial Megaplaza Chimbote, siendo continuado por la Panamericana Norte.